# Team Visma-Lease a Bike

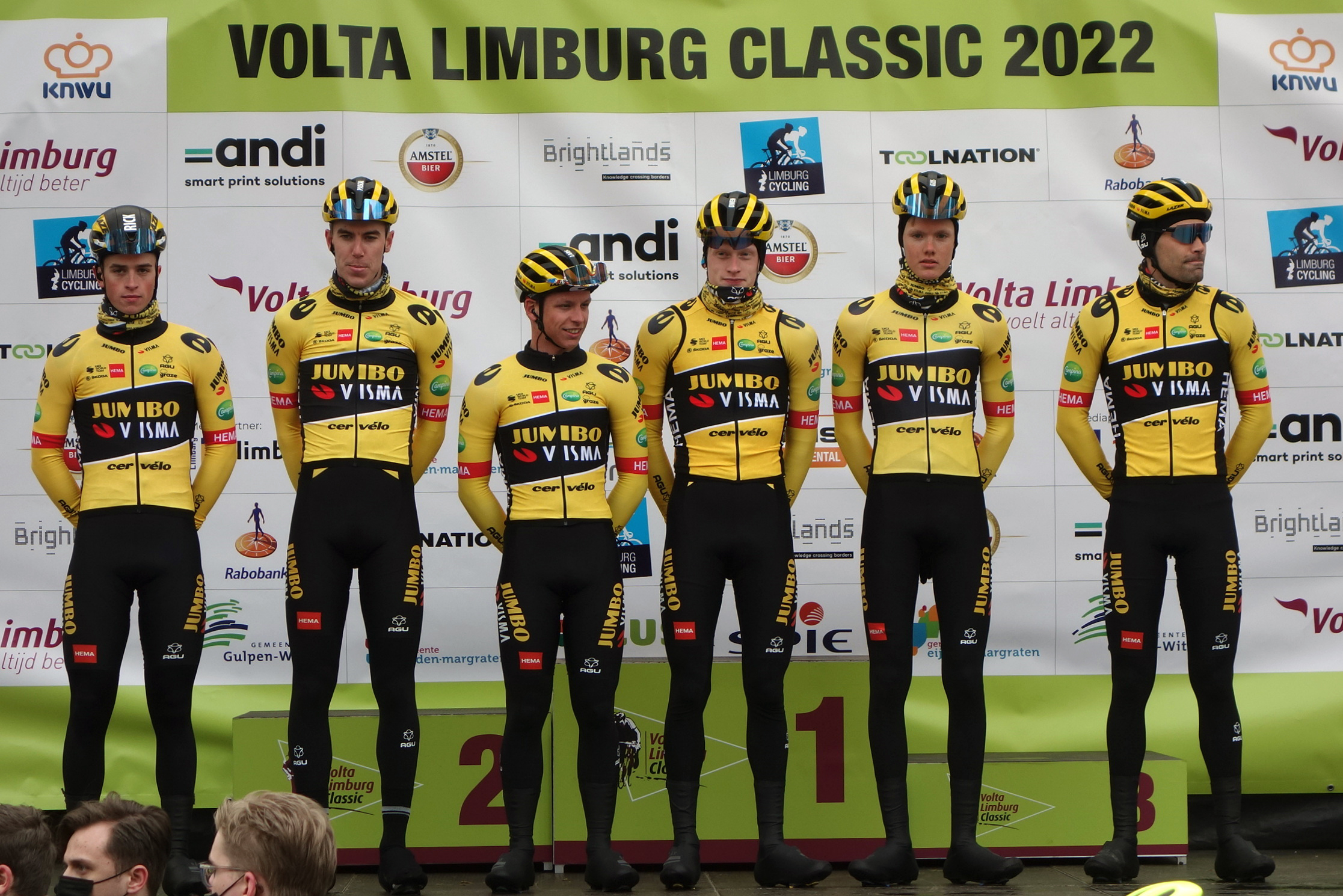
Team Jumbo-Visma 2022.

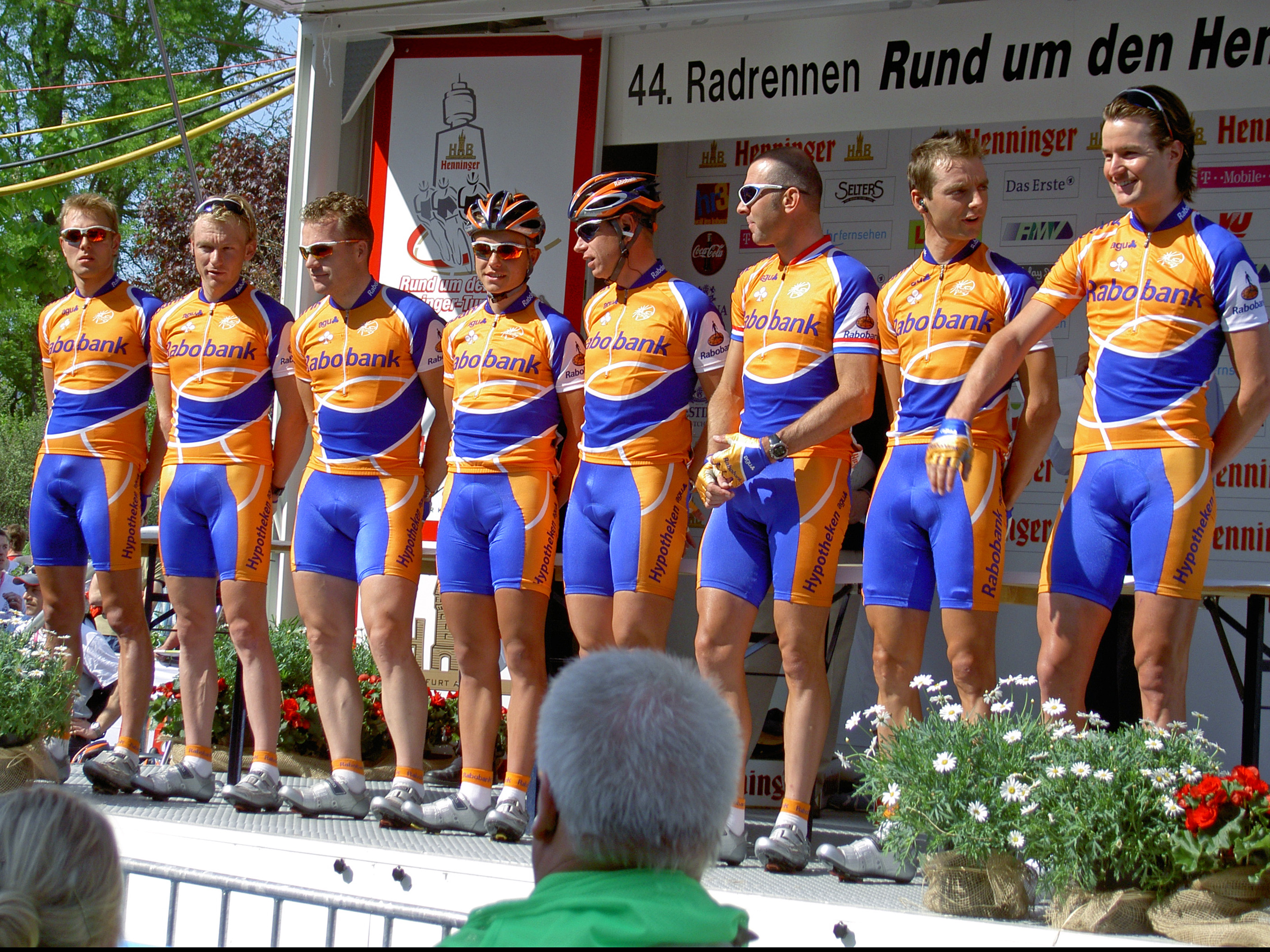
A equipe Rabobank em 2005

Team Visma-Lease a Bike (Código da equipe na UCI: TVL) é uma equipe neerlandesa de ciclismo profissional sucessora da equipa Rabobank. A equipe é composta por três divisões: a equipe ProTeam (pertencente ao UCI ProTour), a equipe Continental (um time que compete na UCI Europe Tour) e a equipe de Ciclocross. A Rabobank utilizava quadros da fabricante italiana Colnago, mas assinou um contrato de dois anos com a Giant (fabricante de Taiwan), iniciando o uso de equipamentos desta empresa a partir de 1 de janeiro de 2009.
A equipe de ciclismo foi criada para atuar na temporada de 1984 com o nome de Kwantum, buscando a maioria de seus ciclistas na equipe TI-Raleigh que acabava de se separar. Desde 1984, a equipe participa do Tour de France e desde a adoção de divisões em 1998, a equipe sempre esteve na primeira divisão.
A Rabobank Continental é uma equipa de ciclismo de estrada neerlandesa, que não é mais do que a equipa B da equipa de ciclismo profissional da classe UCI ProTour Rabobank.

## Rabobank Continental
A Rabobank Continental é a equipa de "formação" da Rabobank, e ao invés da equipa principal não está no escalão UCI ProTour, estando no escalão UCI Continental.

### Equipa da Rabobank Continental em 2010
Estes são os ciclistas da Rabobank Contiental na época de 2010:
- Joeri Adams
- Mats Boeve
- Jetse Bol
- Jasper Bovenhuis
- Remco Broers
- Brian Bulgac
- Moreno Hofland
- Martijn Keizer
- Wilco Kelderman
- Wesley Kreder
- Barry Markus
- Jasper Ockeloen
- Ramon Sinkeldam
- Tom Jelte Slagter
- Nicky van der Lijke
- Niek van Geffen
- Boy van Poppel
- Coen Vermeltfoort
- Maurice Vrijmoed